# Bernard Kolélas
Bernard Bakana Kolélas (* 12. Juni 1933 in Mboloki, Kinkala, Pool (Kongo); † 12. November 2009 in Paris) war ein Politiker der Republik Kongo.

## Biografie
1960 wurde er von Präsident Fulbert Youlou zum Generalsekretär im Außenministerium ernannt. Als Youlou am 15. August 1963 gestürzt wurde, lehnte er das Angebot des neuen Präsidenten Alphonse Massemba-Débat zur Übernahme des Amtes des Außenministers zugunsten von David Charles Ganao ab. Nach seiner Verhaftung im Februar 1964 und seiner anschließenden Freilassung auf Ersuchen von Premierminister Pascal Lissouba ging er ins Exil nach Zaire, wo er in Kinshasa die Zeitung „La Résistance“ gründete.
Kolélas, ein protestantischer Christ und überzeugter Antikommunist, wurde wegen seiner religiösen und politischen Überzeugungen mehrmals verhaftet und gefoltert. Wie Lissouba, der wie er aus dem Süden der Republik Kongo stammte, befand er sich Ende der 1970er Jahre im Gefängnis. Nach dem Amtsantritt von Präsident Denis Sassou-Nguesso 1979 wurde er zunächst aus der Haft entlassen, später jedoch erneut für vier Jahre inhaftiert und ist danach ins Exil gegangen.
1989/1990 gründete er die Partei Mouvement Congolais pour la Démocratie et le Développement Intégral (MCDDI).
Als Führer der antikommunistischen Opposition war er 1992 Präsidentschaftskandidat des MCDDI und unterlag als solcher Pascal Lissouba in der Stichwahl mit 38,68 Prozent zu 61,32 Prozent der Stimmen. Nach Lissoubas Amtsantritt als Präsident kam es in den Jahren 1993 und 1994 zu Zusammenstößen zwischen seinen Miliztruppen und den loyalen Truppen Lissoubas. 1994 wurde er zum Bürgermeister der Hauptstadt Brazzaville gewählt.
Für Juli 1997 beabsichtigte er erneut bei der Präsidentschaftswahl zu kandidieren. Nachdem es bereits im Juni 1997 zu Gefechten zwischen Truppen Lissoubas und Einheiten Sassou-Nguessos gekommen war (siehe Bürgerkrieg in der Republik Kongo), versuchte er zwischen den verfeindeten Lagern zu vermitteln, um so eine friedliche Einigung zu erzielen. Am 12. September 1997 nahm er das Angebot an, unter diesem das Amt des Premierministers zu übernehmen, und bot in seiner Regierung der nationalen Einheit auch den Anhängern von Sassou-Nguesso Ministerämter an, was jedoch von Sassou-Nguesso abgelehnt wurde.
Nach dem Sieg der Truppen von Sassou-Nguesso über der Soldaten Lissoubas und die mit diesem verbündeten Milizen Kolélas am 12. Oktober 1997 verlor er sein Amt als Premierminister. Anschließend ging er erneut ins Exil und lebte zunächst in der Elfenbeinküste und dann seit Dezember 2003 in Mali. Wegen mehrerer Verbrechen während des Bürgerkrieges, wie der Folter und Vergewaltigung von Gefangenen, wurde er am 4. Mai 2000 in Abwesenheit zum Tode verurteilt. Nachdem zuvor mehrere Versuche der Rückkehr gescheitert waren, durfte er am 14. Oktober 2005 schließlich doch zurückkehren, nachdem ihm die kongolesischen Behörden die Einreise wegen der Beerdigung seiner Ehefrau gestattet hatten. Präsident Sassou-Nguesso entschied daraufhin, eine Amnestie aus humanitären Gründen zu initiieren. Das Parlament stimmte am 6. Dezember 2005 einem Amnestiegesetz zu, aufgrund dessen sein Todesurteil aufgehoben wurde.
Bei den Wahlen zur Nationalversammlung wurde er 2007 schließlich zum Abgeordneten gewählt, wo er den Wahlkreis Goma Tsé-Tsé vertrat.

## Privates
Kolélas hatte zwei Söhne, Euloge Landry Kolélas und Guy-Brice Parfait Kolélas, die beide ebenfalls Politiker der Partei MCDDI sind bzw. waren.